# Juan Francisco Ordóñez
Juan Francisco Ordóñez González (Santo Domingo, 4 de outubro de 1961) é um guitarrista, e compositor dominicano. É considerado como um dos guitarristas mais influentes do som da guitarra de bachata, por meio da fusão de rock, blues e jazz com seu estilo musical particular.

## Infância e início da carreira
Ordóñez nasceu em Santo Domingo, na República Dominicana. Fez seus estudos preliminares e secundários na escola Colégio Dominicano de la Salle e obteve um grau na economia na Universidade Autónoma de Santo Domingo. Começou seus estudos musicais da guitarra com o professor Blas Carrasco e aprendeu a leitura musical com Sonia de Piña.
Em 1976-1977 foi membro de Convite, grupo de referência do salvamento e transformação do folclore dominicano nos anos 70.
No começo dos anos 80 funda com Luis Días el grupo Transporte Urbano, primeiro grupo en fazer autêntico rock dominicano.  Ordóñez foi guitarra líder  de T.U. por mais de 25 anos. Em 1985, Ordóñez viajou até Moscovo, onde fez diversas apresentações ao lado de Patricia Pereira e Luis Dias.
Por esse tempo, Ordóñez começou a pensar em projetos da fusão tais como OFS, trio conformado com Guy Frómeta (bateria) e Héctor Santana (baixo). Em 1986, este grupo viajou até ao Peru, onde fez concertos diversos ao lado de Sonia Silvestre, uma cantora dominicana, no "Festival de la Nueva Canción Latinoamericana".
Nos anos 90 criou a "Trilogía", um trio da fusão do jazz latino, ao lado de Héctor Santana e ao percussionista Chichí Peralta.
É o diretor do grupo "La Vellonera" que acompanha ao cantautor Víctor Víctor em suas apresentações.

## Trabalho profissional
Ordóñez desenvolveu uma carreira como o solista e arreglista dos jingles comercial, de artistas particulares e de trilhas sadias das películas, como no corto  Frente al mar  (homónimo na história do escritora Dominican Hilma Contreras) e do  Bitter Sugar  de León Ichaso.
Trabalhou como o guitarrista do estudo e nas apresentações para diferentes artistas e grupos da República Dominicana, Ibero-América e Espanha
Participou em jam sessions com músicos de jazz como Don Chery, Charlie Haden e Paquito D'Rivera. Foi também professor de diversas gerações de guitarristas.

## Discografía
- Trilogía publicado à cassete em 1988 e reeditado como CD pela Patín Bigote Music em 2004 .[8]
- Cabaret Azul co-produzido com Patricia Pereyra em 1989 e republicado por TEREKE[9]
- Radio Recuerdo publicado em 2001 pela fundação de Madora[10]

Em 2005 participou como co-produtor, arranjador e guitarrista do disco a duetos Bachata entre amigos de Víctor Víctor onde participam aos cantautores Joaquín Sabina, Joan Manuel Serrat, Pedro Guerra, Silvio Rodriguez, Pablo Milanés, Fito Páez e o Victor Manuel, entre outros. 